# Lundaskola
Lundaskola (Lund-Schule) wurde eine in der schwedischen Stadt Lund beheimatete Gruppe schwedischer Lyriker genannt. Der Verein ging aus dem nur ein halbes Jahr nach dem Ende des Zweiten Weltkrieges gegründeten Literarischen Studentenklub hervor. Zu den Gründungsmitgliedern gehörten am 5. November 1945 Evald Palmlund, Bertil Ströhm, Nils A Bengtsson, Gösta Lilja und andere.

## Geschichte
Das Ziel der Gruppe bestand darin, der modernistischen Poesie den Weg zu bahnen. Die Gegner dieser Lyrik hatten ihren „letzten Außenposten“ im vom 1920er-Jahre Ideal geprägten studentischen Lund. Die aktiven Mitglieder publizierten zu Anfang der 1950er-Jahre im Kalender VOX, der das eigene Organ des Klubs war. Einige veröffentlichten außerdem ihre Werke in der Studentenzeitung Lundagård. In dieser Zeit bestand die Gruppe aus den Autoren Anna Rydstedt, Majken Johansson, Göran Printz-Påhlson, Ingemar Leckius, Åsa Wohlin, Lennart Fröier, Bo Strömstedt, Tryggve Emond und Harald Swedner. Der letztgenannte war eine philosophische und poetologische Schlüsselfigur und treibende Kraft in den ersten Jahren der Existenz des Klubs. Er stand für Programmideen und war Vorsitzender von 1950 bis 1951 sowie stellvertretender Vorsitzender im Herbstsemester 1951. Daneben war er Redakteur des Kalenders VOX III, der im Frühjahr 1951 erschien. Innerhalb des Klubs war das Interesse groß für den New Criticism, der erst ein Jahrzehnt später in Schweden Fuß fassen sollte. Vor allem waren es Göran Printz-Påhlson, Majken Johansson und Harald Swedner, die dazu Einführungen hielten und Diskussionen anstießen.

Ingemar Leckius sagte 1975 in einem Interview von Lasse Söderberg über die Lundaskola: 

„Lundaskolan var en krets av vänner. För övrigt var det en litteraturkritisk myt“

„Die Lundaskola war ein Freundeskreis. Ansonsten war sie ein literaturkritischer Mythos.“